# Joakim Herbut
Joakim Herbut (ur. 14 lutego 1928 w Ruskim Krsturze, zm. 15 kwietnia 2005 w Skopju) – macedoński duchowny katolicki, biskup ordynariusz skopijski od 1969 roku oraz egzarcha apostolski Macedońskiego Kościoła Greckokatolickiego od 2001 roku.

## Życiorys
Joakim Herbut urodził się w 1928 roku w Ruskim Krsturze w Serbii na terenie jej autonomicznej prowincji Wojwodiny w rodzinie karpatorusińskiej. Po ukończeniu kolejno szkół elementarnej i średniej wstąpił do seminarium duchownego, które ukończył w 1952 roku otrzymując 6 czerwca tego samego roku święcenia kapłańskie.
2 października 1969 roku papież Paweł VI mianował go nowym ordynariuszem biskupstwa skopijskiego, dokonując zmiany jego nazwy na diecezję skopisjko-prizreńską. Jego konsekracja biskupia miała miejsce 21 grudnia tego samego roku. W 2000 roku z obszaru jego diecezji został wyodrębniony przez papieża Jana Pawła II obszar Kosowa, który przekształcony został w administraturę apostolską Prizrenu. W 2001 roku został prekonizowany egzarchą apostolskim Macedońskiego Kościoła Greckokatolickiego. Zmarł w 2005 roku w Skopju i został pochowany w rodzinnej miejscowości.